# Йозеф Шумпетер
Йозеф Алоїз Шумпетер (нім. Joseph Alois Schumpeter; нар. 8 лютого 1883 — пом. 8 січня 1950) — австрійський і американський економіст, соціолог та історик економічної думки. Популяризував термін «творче руйнування» в економіці.
В 1986 році на честь заслуг економіста і для вивчення його творчості було створено «Міжнародне товариство Йозефа Шумпетера». В 2001 році в Берліні заснований Інститут Шумпетера. Частина особистої бібліотеки вченого зберігається в токійському університеті Хітоцубасі (бібліотека Шумпетера). В 2004 р. в будинку, де народився економіст (в місті Тржешть), президент Чехії Вацлав Клаус відкрив Музей Шумпетера (Rodný dům JA Schumpetera).

## Біографія

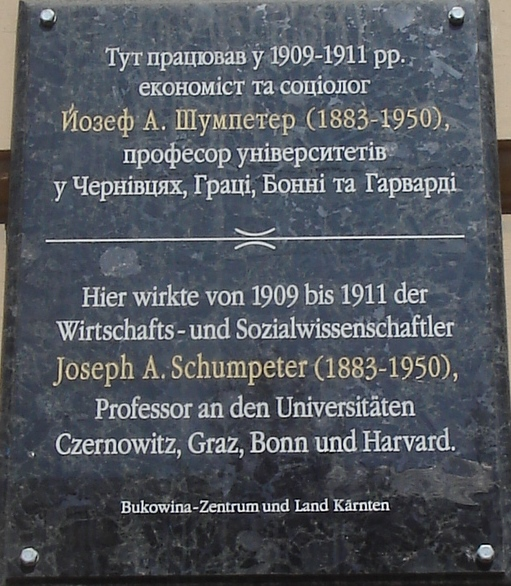
Меморіальна дошка Йозефу Шумпетеру на корпусі університету в Чернівцях, де він працював професором

Народився у 1883 р. у містечку Тржешть (Тріш) у Моравії. З 1893 р. навчався в закритому віденському ліцеї Терезіанум для дітей австрійської знаті, де здобув знання давньогрецької, латинської, англійської, французької та італійської мов. З 1901 по 1906 навчався на факультеті права та політичних наук Віденського університету.
У 1909—1911 роках професор Чернівецького університету.
У 1919—1920 роках займав пост міністра фінансів Австрії.
Професор Рейнського (Бонн, 1925—1932) і Гарвардського університетів. Президент Економетричного товариства (1940—1941). Президент Американської економічної асоціації в 1948 р. «Історія економічного аналізу» («Історія економічного аналізу», 1954) вийшла після смерті автора під редакцією вдови ученого Елізабет Шумпетер — також кваліфікованого економіста, автора роботи «Статистика англійської заморської торгівлі з 1697 по 1808 рр.» (1960).

## Основні роботи
- Суть та головний зміст теоретичної економіки (нім. Das Wesen und der Hauptinhalt der theoretischen Nationalökonomie), 1908
- История экономического анализа [Архівовано 21 січня 2012 у Wayback Machine.] в 3 тт. — СПб.: Экономическая школа, 2004. — ISBN 5-900428-65-6, 5-900428-61-3, 5-900428-60-5, 0-415-10888-8, 5-900428-64-8.
- Капіталізм, соціалізм і демократія. Шумпетер, Йозеф А. / Пер. з англ. В. Ружицького та П. Таращука.— К.: Основи, 1995.— 528 с. ISBN 5-7707-7644-7
- Теория экономического развития. Капитализм, социализм и демократия / Предисл. В. С. Автономова. — М.: ЭКСМО, 2007. — 864 с — (Антология экономической мысли). — ISBN 978-5-699-19290-8.
- Теорія економічного розвитку. Дослідження прибутків, капіталу, кредиту, відсотка та економічного циклу. — К.: Видавництво НаУКМА, 2011. — 244 с.

## Критика
У листі [до Кнута Вікселя], датованому 9 липня 1912 р., Бем-Баверк писав: «Шумпетер також дуже молодий. І, зрозуміло, він ніяк [sic] не міг би впоратися з такою гігантською справою [«Суть та головний зміст теоретичної економіки», 1908], на яку він ризикнув замахнутися. Але я вважаю його дуже талановитим. Що стосується його наступної, другої книги [«Теорія економічного розвитку», 1912[, то Ви будете шоковані ще сильніше. Він розробив теорію відсотка, яку я вважаю абсолютно неправильною» [Hennings, 1997, p. 269].